# Nomerobius psychodoides
Nomerobius psychodoides är en insektsart som först beskrevs av Blanchard in Gay 1851.  Nomerobius psychodoides ingår i släktet Nomerobius, och familjen florsländor. Inga underarter finns listade.